# Памятники архитектуры Москвы (книжная серия)
«Памятники архитектуры Москвы» (ПАМ) — фундаментальное издание, посвящённое исторической застройке города и его архитектурным памятникам, охраняемым государством. Первые шесть книг изданы издательством «Искусство», последующие пять — издательством «Искусство — XXI век».
Книги, вошедшие в издание и посвященные исторически сложившимся районам Москвы, включают очерк градостроительной истории района, основные этапы формирования его планировки, эволюцию его застройки, особенности сложения и развития городского ландшафта. Все очерки сопровождаются архивными изобразительными материалами: чертежами, рисунками, гравюрами и фотографиями, к которым даётся научный комментарий, а также современными изданию фотографиями наиболее сохранившихся участков исторической застройки города. Издание имеет сквозную нумерацию статей, посвящённых отдельным памятникам архитектуры Москвы, и описывает 673 памятника.
У истоков этого издания стоял известный историк русского и византийского искусства, доктор искусствоведения Алексей Ильич Комеч (1936—2007), научный редактор издания. Материал был подготовлен сотрудниками Реставрационной мастерской № 13 управления Моспроект-2.
В 2007 году на Московской международной книжной выставке-ярмарке 8-томнику «Памятники архитектуры Москвы» была присуждена специальная премия «Книга года».

## Состав издания
1. Кремль. Китай-город. Центральные площади / Редактор: Михаил Посохин. — М. : Искусство, 1982. — Вып. 1. — 504 с. — (Памятники архитектуры Москвы). — 25 000 экз.
2. Белый город / Макаревич Г. В., Альтшуллер Б. Г., Балдин В. И., Богданов В. В., Давид Л. А., Добровольская Э. Д. и др.. — М.: Искусство, 1989. — 380 с. — 50 000 экз.
3. Земляной город / Макаревич Г. В., Аренкова Ю. И., Домшлак М. И., Мехова Г. И., Розентуллер П. Б., Трубецкая Е. В.. — М.: Искусство, 1990. — 352 с. — 50 000 экз. — ISBN 5-210-00253-5.
4. Замоскворечье / Макаревич Г. В., Альтшуллер Б. Г., Балдин В. И., Давид Л. А., Добровольская Э. Д. и др.. — М.: Искусство, 1994. — 320 с. — 10 000 экз. — ISBN 5-210-02548-9.
5. Территория между Садовым кольцом и границами города XVIII века (от Земляного до Камер-Коллежского вала) / Макаревич Г. В., Альтшуллер Б. Г., Балдин В. И., Вавакин Л. В., Добровольская Э. Д., Кириченко Е. И. и др.. — М.: Искусство, 1998. — 424 с. — 5000 экз. — ISBN 5-210-02548-9.
6. Юго-восточная и южная части территории между Садовым кольцом и границами города XVIII века (от Земляного до Камер-Коллежского вала). — М.: Искусство, 2000. — 4000 экз. — ISBN 5-210-01410-X.
7. Окрестности старой Москвы (Северо-западная и северная части территории от Камер-Коллежского вала до нынешней границы города). — М.: Искусство — XXI век, 2004. — 5000 экз. — ISBN 5-98051-011-7.
8. Окрестности старой Москвы (Юго-восточная и южная части территории от Камер-Коллежского вала до нынешней границы города) / Баталов А. Л., Кириченко Е. И., Посохин М. М., Кузьмин А. В., Щёболева Е. Г.. — М.: Искусство — XXI век, 2007. — 360 с. — 5000 экз. — ISBN 978-5-98051-041-1.
9. Архитектура Москвы 1910—1935 гг. / Броновицкая Н. Н.. — М.: Искусство — XXI век, 2012. — 356 с. — 2500 экз. — ISBN 978-5-98051-101-2.[1]
10. Архитектура Москвы 1933—1941 гг. / Броновицкая Н. Н.. — М.: Искусство — XXI век, 2015. — 320 с. — 2500 экз. — ISBN 978-5-98051-121-0.
11. Архитектура Москвы 1941—1955 гг. / Броновицкая Н. Н.. — М.: Искусство — XXI век, 2020. — 392 с. — 1200 экз. — ISBN 978-5-98051-202-6.